# 袁湯
袁汤（68年後—153年後），字仲河，汝南郡汝陽縣（今河南商水西南）人。中國東漢時期官員，出身汝南袁氏，為東漢名臣袁安之孫。袁湯在東漢歷任司空、司徒、太尉高位。袁湯亦是東漢末年的軍閥袁術及袁紹的祖父。

## 生平
少受家學，當時儒士都稱許其節行操守。後入仕，多次任顯要職位，曾任陳留太守，任內褒揚善行，敘錄舊事，以求推廣良好風俗。本初元年閏六月戊子日（146年7月30日），袁湯自太僕升任司空。袁湯遷官時正值漢質帝駕崩後不久，他參與冊立漢桓帝。在桓帝即位後，袁湯在建和元年（147年）獲封安國亭侯，食邑五百戶；同年，袁湯進司徒，又於三年（149年）遷太尉。
永興元年（153年）十月，袁湯以災異免官。數年後去世，獲追贈特進，諡康侯，享年八十六歲。
| 東漢安國亭侯國（147年－190年） |      |              |      |          |           |
| 傳位                           | 世   | 稱號及諡號   | 姓名 | 在位年數 | 在位時間  |
| 第1任                          | 始封 | 安國亭康侯   | 袁湯 | ？       | 147年－？ |
| 第2任                          | 二世 | 安國亭宣文侯 | 袁逢 | ？       | ？        |
| 第3任                          | 三世 | 安國亭侯     | 袁基 | ？       | ？－190年 |
| 被族誅，國除                   |      |              |      |          |           |

## 家庭

### 子
- 袁平，長子，早卒。[4]
- 袁成，次子，左中郎將，早卒。
- 袁逢，三子，嗣爵，官至司空。
- 袁隗，官至太傅，後為董卓所殺。

### 孫
- 袁紹，袁逢子，出繼袁成[5]，東漢末軍閥，官至大將軍。
- 袁基，袁逢子，官至太僕，為董卓所殺。
- 袁術，袁逢子，官至後將軍，東漢末一度稱帝，後敗死。
- 袁氏，袁紹姊妹，嫁蜀郡太守高躬，生高幹。